# Diego Villalonga
Diego Villalonga Montoya (Utrera, provincia de Sevilla, 16 de febrero de 1917-20 de diciembre de 1986) fue un futbolista español que se desempeñaba como defensor.

## Trayectoria
Diego Villalonga, fue un jugador de fútbol que militó en el Sevilla FC,  antes del comienzo de la Guerra Civil, con el Sevilla, conquistó dos Copas del Rey, en 1935 y 1939, también fue campeón de liga en Primera División. Tras jugar en el Sevilla fichó por el Cádiz CF, donde puso fin a su trayectoria como futbolista. Tras retirarse como jugador, pasó a ser entrenador, entrenando entre otros equipos al Sevilla FC.

## Clubes
| Club       | País   | Año       |
| ---------- | ------ | --------- |
| Sevilla FC | España | 1935-1948 |
| Cádiz CF   | España | 1948-1950 |

## Entrenador
| Club                   | País   | Año       |
| ---------------------- | ------ | --------- |
| Algeciras CF           | España | 1953-1954 |
| Úbeda CF               | España | 1953-1954 |
| Cádiz CF               | España | 1954-1956 |
| Deportivo de La Coruña | España | 1956-1957 |
| Sevilla FC             | España | 1957-1958 |
| Club Atlético Almería  | España | 1958-1960 |
| Cádiz CF               | España | 1959-1960 |
| Sevilla FC             | España | 1960-1961 |
| Sevilla Atlético       | España | 1962-1963 |
| Atlético Ceuta         | España | 1963-1964 |
| Sevilla FC             | España | 1970-1971 |
| Xerez CD               | España | 1971-1972 |